# Rachel Corenblit
Rachel Corenblit est une romancière française d'origine québécoise née le 27 décembre 1969 à Chicoutimi. Elle est à l’origine d’une trentaine de romans majoritairement destinés aux adolescents.

## Biographie

### Enfance et formation
Rachel Corenblit naît au Québec. Après des études de philosophie et diverses activités professionnelles, elle se tourne vers l’enseignement en 1997. 

### Carrière

#### Enseignement
En 2009, Rachel Corenblit est enseignante dans une école primaire du pays toulousain,.

#### Littérature
Parallèlement, elle est autrice de littérature jeunesse. Elle écrit principalement des romans pour les grands adolescents qui traitent de problématiques contemporaines. 
Son premier roman est publié en 2007. Shalom Salam maintenant, paru aux éditions du Rouergue, brosse plusieurs portraits sur plus de 50 ans de conflit israélo-palestinien. 
Un petit bout d’enfer, sorti en 2009, est son premier roman noir. 
En 2015 sort aux éditions Actes Sud junior, 146 298, un livre de 72 pages qu'elle a écrit en trois jours sur les camps d'Auschwitz. Le titre représente le chiffre qu'une jeune fille décide de se faire tatouer sur son poignet après l'avoir vu sur le bras de sa grand-mère,.  « La lecture est au diapason : fluide et mélodieuse - essayez d'ôter un seul mot, c'est absolument impossible -, le style superbe de Rachel Corenblit charrie avec pudeur et subtilité des torrents de questions, de drames, de peines. Un livre essentiel, magnifique et bouleversant. Chaque enfant devrait un jour lire 146 298. » écrit le journaliste Yves Gabay dans le journal La Dépêche.
En 2019, elle publie L'Année des pierres. Le livre raconte la première Intifada lorsqu'en 1987, des Palestiniens attaquent un bus du lycée français de Jérusalem. 
En 2022, elle publie Sortir du placard, un roman pour les plus de 15 ans sur la quête d'identité sexuelle d'une adolescente de 17 ans et ses relations avec sa famille. Elle publie également Pas la fin du monde, chez Bayard, pour les grands ados et jeunes adultes, qui raconte la journée du 21 septembre 2001 à Toulouse, lorsque l'usine AZF a explosé.
En 2023 sort Comme une famille qui raconte l'histoire de trois générations d'une même famille, les Diangello, sur 50 ans, à travers les événements marquants de l'histoire, comme l'explosion de Tchernobyl ou l'épidémie de Covid. « Je n’en dis pas plus, pour laisser la plume de Rachel Corenblit faire son œuvre, parce que c’est vraiment un récit qui prend aux tripes, sans pour autant jamais verser dans le pathos, parce qu’une chose que les Diangello ont en commun, c’est le regard ironique qu’ils portent sur le monde, surtout face aux sentiments douloureux. » écrit Hannah Pascal, pour France Inter.
Elle rédige également des livres de littérature générale. En 2015, elle publie ainsi son premier roman pour adultes, Quarante tentatives pour trouver l'homme de sa vie (La Brune au Rouergue) qui raconte la solitude des femmes d'aujourd'hui. 
Elle va régulièrement à la rencontre des jeunes lecteurs,,,.

### Vie privée
Rachel Corenblit vit à Jérusalem, Nice, Paris, Albi, Marseille avant de poser ses valises à Toulouse. Elle réside à Colomiers. 

## Publications

### Théâtre
- Le Prince Hip de réalité, éditions La fontaine, 2007
- L'aîné de mes soucis, éditions La fontaine, 2010

### Romans

#### Années 2000
- Shalom Salam maintenant, éditions du Rouergue, 2007
- L’Amour vache, éditions du Rouergue, collection DoAdo, 2008
- Dix-huit baisers plus un, éditions du Rouergue, collection DoAdo, 2008, sélection du Prix TSR 2008-2009
- Lili la bagarre, illustratrice Julia Wauters, éditions du Rouergue, collection Zigzag, 2008
- Le Métier de papa, illustrateurs Franck Secka, Nikol, éditions du Rouergue, collection Zigzag, 2009
- Un petit bout d’enfer, illustrateur Franck Secka, éditions du Rouergue, collection DoAdo Noir, 2009

#### Années 2010
- Ceux qui n’aiment pas lire, illustratrice Julie Colombet, éditions du Rouergue, collection Zigzag, 2011
- Le Rire des baleines, éditions du Rouergue, 2011
- Plié de rire / Vert de peur, éditions du Rouergue, 2012
- Maths, éditions du Rouergue, coll. « À la petite semaine », 2013
- Philo, éditions du Rouergue, coll. « À la petite semaine », 2013
- Français, éditions du Rouergue, coll. À la petite semaine, 2014
- Histoire, éditions du Rouergue, coll. À la petite semaine, 2014
- Les jeux de l'amour et du bazar, Mijade, 2014
- La fantastique aventure  de Woua-Woua le chihuahua[15], Sarbacane , 2014
- Quarante tentatives pour trouver l'homme de sa vie, éditions du Rouergue, 2015
- 146298[16], éditions du Rouergue, 2015
- Adieu croquettes adieu caresses, éditions du Rouergue, 2016
- Que du bonheur !, éditions du Rouergue, 2016
- À la dure, Actes Sud, 2017
- Encore plus de bonheur, éditions du Rouergue, 2017
- Les attachants, éditions du Rouergue, 2017
- Fanny et la boite magique, illustrations Lisa Blumen, Mango jeunesse, 2018
- Calum ou le bonheur à portée de long nez, illustrations Julie Colombet, Sarbacane, 2018
- La plus belle de toutes, éditions du Rouergue, 2018
- Un peu plus près des étoiles, éditions Bayard, 2019
- L'Année des pierres, éditions Casterman, collection Ici-Maintenant, 2019

#### Années 2020
- Série Les enquêtes de Nola et sa bande, illustrations de Cécile Bonbon, collection « Dacodac », Rouergue

1. Le mystère Orwitz, 2020

- Les potos d'abord, Nathan, 2020
- Les enfants du Lutetia, Les éditions du mercredi, 2021[17]
- La maledetta, Nathan, 2021
- Hanté : Le musée des tortures, Casterman, 2021
- La mer sans le bleu, éditions IN8, 2021
- Sortir du placard, Nathan, 2022
- Pas la fin du monde, Bayard jeunesse, 2022
- Comme une famille, Nathan, 2023
- Celle qui reste, illustrations de Régis Lejonc, Nathan, collection « Court toujours », 2024
- Wesh, la fée !, illustré par Joëlle Dreidemy, Bayard jeunesse, 2025